# 長期金利
長期金利（ちょうききんり、英: long-term interest rate）とは、償還期間の長い債券や満期までの期間が長い金融資産や負債の金利。期間が1年以下が短期とされ、1年超が長期とされることが多い。残存期間が10年の国債を長期国債と呼び、その金利が日本では代表的な長期金利である。対義語は短期金利。
| 名称   | 期間           |
| ------ | -------------- |
| 短期   | 1年以下        |
| 中期   | 1年超 5年以下  |
| 長期   | 5年超 10年以下 |
| 超長期 | 10年超         |

## 概要
長期金利は、長い償還期間という理由からいくつか特徴がある。
1. 物価変動の予測に左右される。
2. 住宅ローンなど、長期融資の金利の基準になる。

## 長期金利の決定要因
金融資産の金利と満期までの期間との関係を金利の期間構造（イールドカーブ・利回り曲線）という。もしも将来の短期金利の動きが完全に予想できるのであれば、現在の金利の期間構造は将来の短期金利の動きによって決まるはずである。例えば10年間資金の運用を行う場合に、10年満期の国債に投資する場合と、期間が1年の国債を購入して毎年乗り換えるという方法があるが、どちらかの運用方法が有利であれば、残りの方法で運用する人はいないはずだ。こうした意味で、長期金利はその投資期間の短期金利の平均となることが考えられる。こうした考え方が、金利の期間構造に関する期待仮説である。
実際には、将来の短期金利の動きは予想に過ぎないので、10年間経ってみてその間の短期金利の平均が現在の10年の長期金利と一致するとは限らない。また、長期間資金を固定することによって別の投資機会を失う危険があることや、政府でも投資期間中に財政が破綻して資金が回収できないという可能性はゼロではない。このため、長期金利は予想される短期金利の平均にリスクプレミアムが上乗せされて決まると考えられる。
上記の様に長期金利が将来の物価変動の予測によって左右されるのは、物価上昇率が高まれば日銀が金融引締めを行ってインフレを抑制するなど、短期金利が上昇すると考えられるからである。
期待仮説以外の長期金利の決定理論としては、市場分断仮説がある。

## 歴史
長期金利は将来予測を交えるために、歴史を反映してきた。
1619年、イタリアのジェノヴァでつけられた1.125%という利率は長い間、史上最低の長期金利となってきたが、1998年6月にバブル崩壊後の長期不況を経験していた日本において日本国債の利率が1%を下回り記録を更新した。さらに金利は低下を続け、2003年6月には0.43%まで低下した。
2015年1月20日、東京債券市場で日本の長期金利の指標となる新発10年物国債の利回りが一時0.195%と、初めて0.1%台となった。
2016年2月、東京債券市場で日本の長期金利の指標となる新発10年物国債の利回りが一時マイナス0.035%と、初めてマイナスとなった。

## 日本の長期国債流通利回りの推移
10年国債の応募者利回りの推移（財務省のホームページ参照）。末値について1997年以前は東証上場国債10年物最長期利回りの末値、1998年以降は新発10年国債流通利回りの末値。
| 年     | 年平均（%） | 末値（%） |
| ------ | ----------- | --------- |
| 1966年 |             | 6.86      |
| 1967年 |             | 6.96      |
| 1968年 |             | 7.00      |
| 1969年 |             | 7.01      |
| 1970年 |             | 7.07      |
| 1971年 |             | 7.09      |
| 1972年 |             | 6.71      |
| 1973年 |             | 8.19      |
| 1974年 |             | 8.42      |
| 1975年 |             | 8.53      |
| 1976年 |             | 8.61      |
| 1977年 |             | 6.40      |
| 1978年 |             | 6.40      |
| 1979年 |             | 9.15      |
| 1980年 |             | 8.86      |
| 1981年 |             | 8.12      |
| 1982年 |             | 7.67      |
| 1983年 |             | 7.36      |
| 1984年 |             | 6.65      |
| 1985年 |             | 5.87      |
| 1986年 |             | 5.82      |
| 1987年 |             | 5.61      |
| 1988年 |             | 4.57      |
| 1989年 | 5.011       | 5.75      |
| 1990年 | 6.746       | 6.41      |
| 1991年 | 6.316       | 5.51      |
| 1992年 | 5.266       | 4.77      |
| 1993年 | 4.288       | 3.32      |
| 1994年 | 4.219       | 4.57      |
| 1995年 | 3.473       | 3.19      |
| 1996年 | 3.132       | 2.76      |
| 1997年 | 2.364       | 1.91      |
| 1998年 | 1.518       | 1.97      |
| 1999年 | 1.732       | 1.64      |
| 2000年 | 1.710       | 1.64      |
| 2001年 | 1.293       | 1.36      |
| 2002年 | 1.278       | 0.90      |
| 2003年 | 0.988       | 1.36      |
| 2004年 | 1.498       | 1.43      |
| 2005年 | 1.361       | 1.47      |
| 2006年 | 1.751       | 1.67      |
| 2007年 | 1.697       | 1.50      |
| 2008年 | 1.515       | 1.16      |
| 2009年 | 1.358       | 1.28      |
| 2010年 | 1.187       | 1.11      |
| 2011年 | 1.147       | 0.98      |
| 2012年 | 0.860       | 0.79      |
| 2013年 | 0.721       | 0.73      |
| 2014年 | 0.565       | 0.33      |
| 2015年 | 0.38        | 0.27      |
| 2016年 | -0.031      | 0.04      |
| 2017年 |             | 0.04      |
| 2018年 |             | -0.01     |
| 2019年 |             | -0.025    |
| 2020年 |             | 0.02      |